# Vreten 12
| Fasad mot Västberga allé. |  | Fasad mot Vretenborgsvägen. |
| Fasad mot Västberga allé. |  | Fasad mot Vretenborgsvägen. |

Vreten 12 är en kontors- och industrifastighet med adress Västberga allé 3 / Vretensborgsvägen 24 på Västberga industriområde i södra Stockholm. Huset uppfördes i etapper mellan 1954 och 1972 efter ritningar av arkitekt Karl G.H. Karlsson. Beställare var Hallgrens Bil som var återförsäljare för Ford Motor Company. Sedan 2014 finns Bukowskis Market i huset.

## Bakgrund
I norra delen av Västberga industriområde, strax söder om Södertäljevägen etablerade sig efter andra världskriget flera bilföretag, bland dem Hallgrens Bil som var återförsäljare för Ford. Grannar var anläggningar för General Motors (Vreten 8) och för Volvo (Vreten 17). Bland de första var Hallgrens Bil AB som 1954 lät bygga en anläggning för kontor, försäljning och service av Fordbilar.

## Beskrivning

Ritningsstämpel från 1954.

Anläggningarna i Vreten 8 och 12 ritades av arkitekt Karl G.H. Karlsson. Totalt gestaltade han i Västberga industriområde inte mindre än 14 industri- och kontorshus under perioden 1948 till 1972.
Fastigheten Vreten 12 ligger i en sydsluttning mellan Västberga allé och Vretensborgsvägen. Mot Västberga allé hade byggnaden ursprungligen två våningar och mot Vretensborgsvägen tre våningar, senare påbyggd med en våning. Skyltläge med stora skyltfönster, kundentré och försäljningslokaler anordnade Karl G.H. Karlsson mot norr (Västberga allé) medan service kunde nås från södra sidan (Vretensborgsvägen).
Fasaderna består av gult tegel, ädelputs och plåt. Under mark gömmer sig stora lokaler i flera plan. I byggnaden finns mellan övre och nedre våningsplan en svängd bilramp av betong. Rampen avtecknar sig som halvrund annex på sydsidan.
År 1988 genomfördes en ombyggnad för Philipsons Automobil AB efter ritningar av arkitekt Per Adling. Därefter såldes och servades bilar av märke Mercedes-Benz, Nissan och Peugeot. Den senaste ändringen skedde 2013 då lokalerna anpassades för auktionshuset Bukowskis Market som här värderar och ställer ut auktionsföremål.

## Interiörbilder

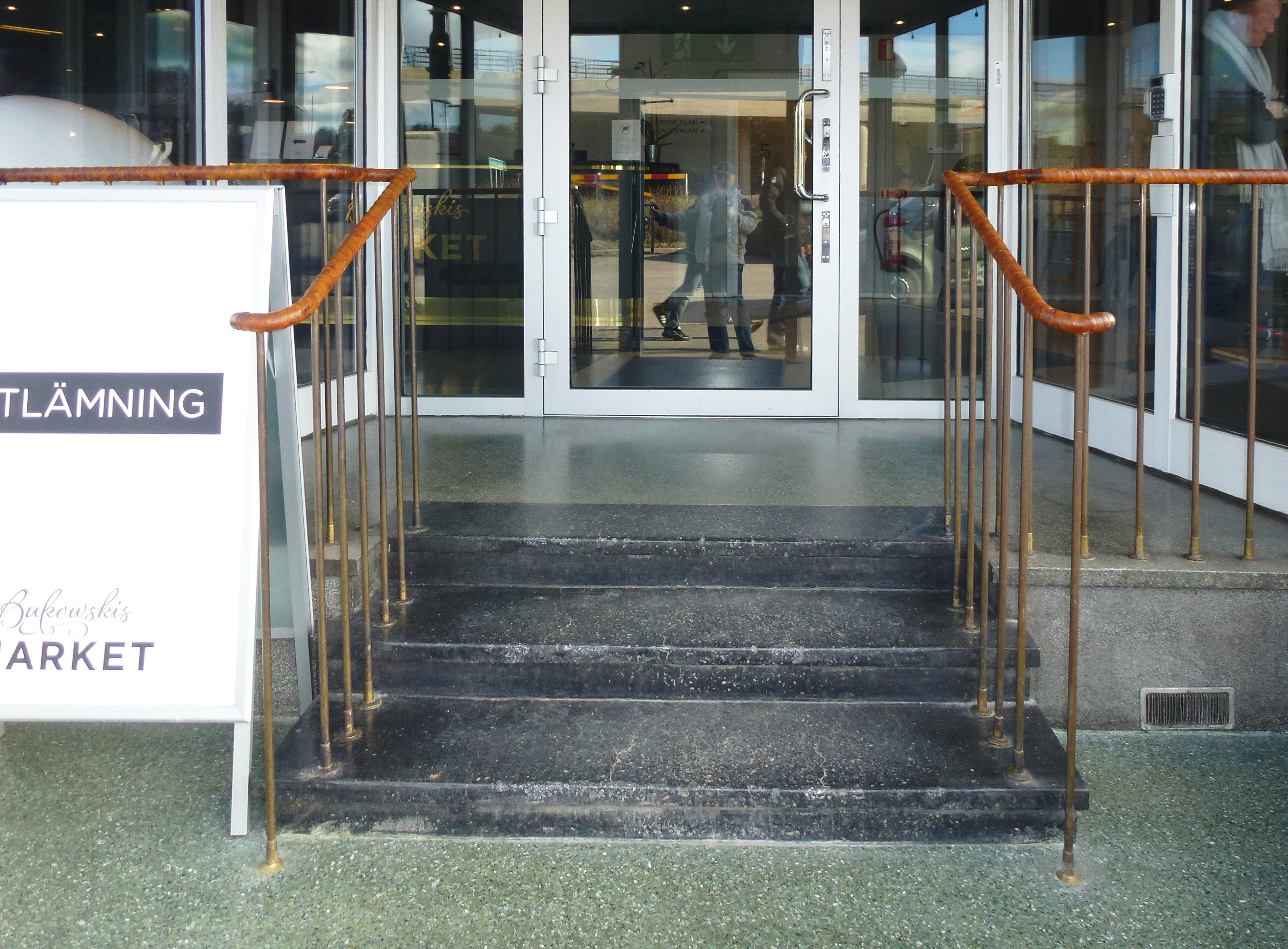
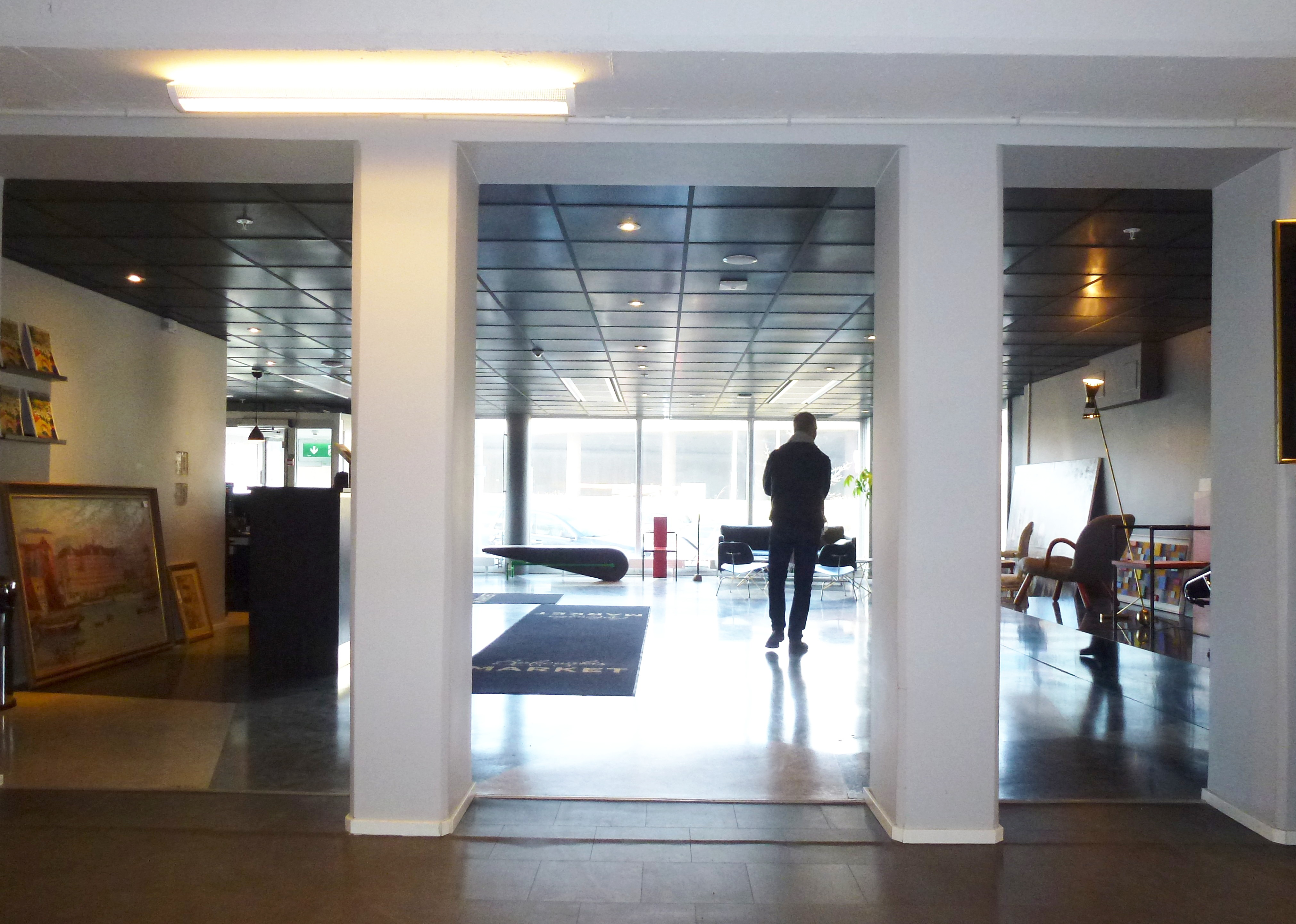
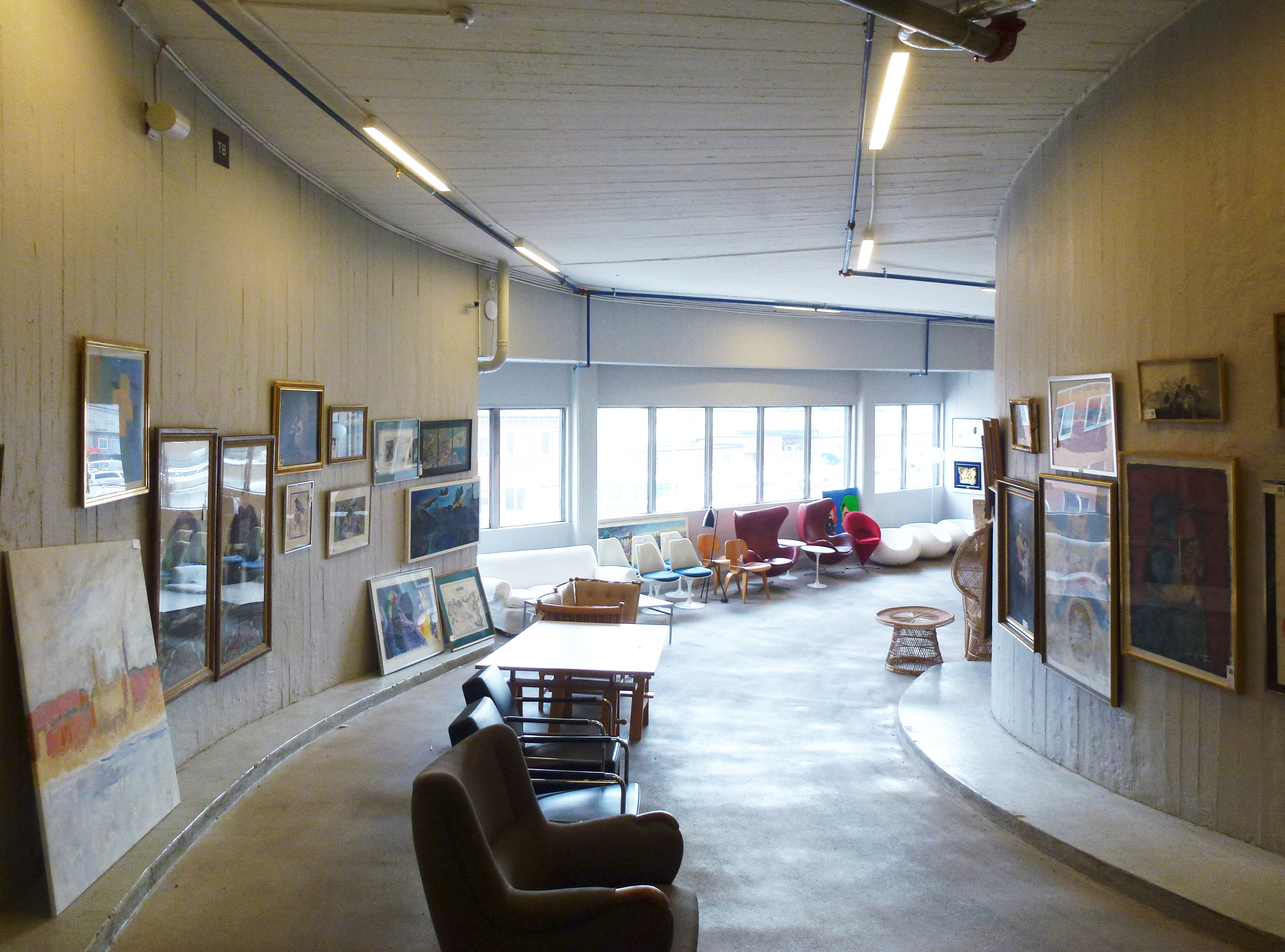
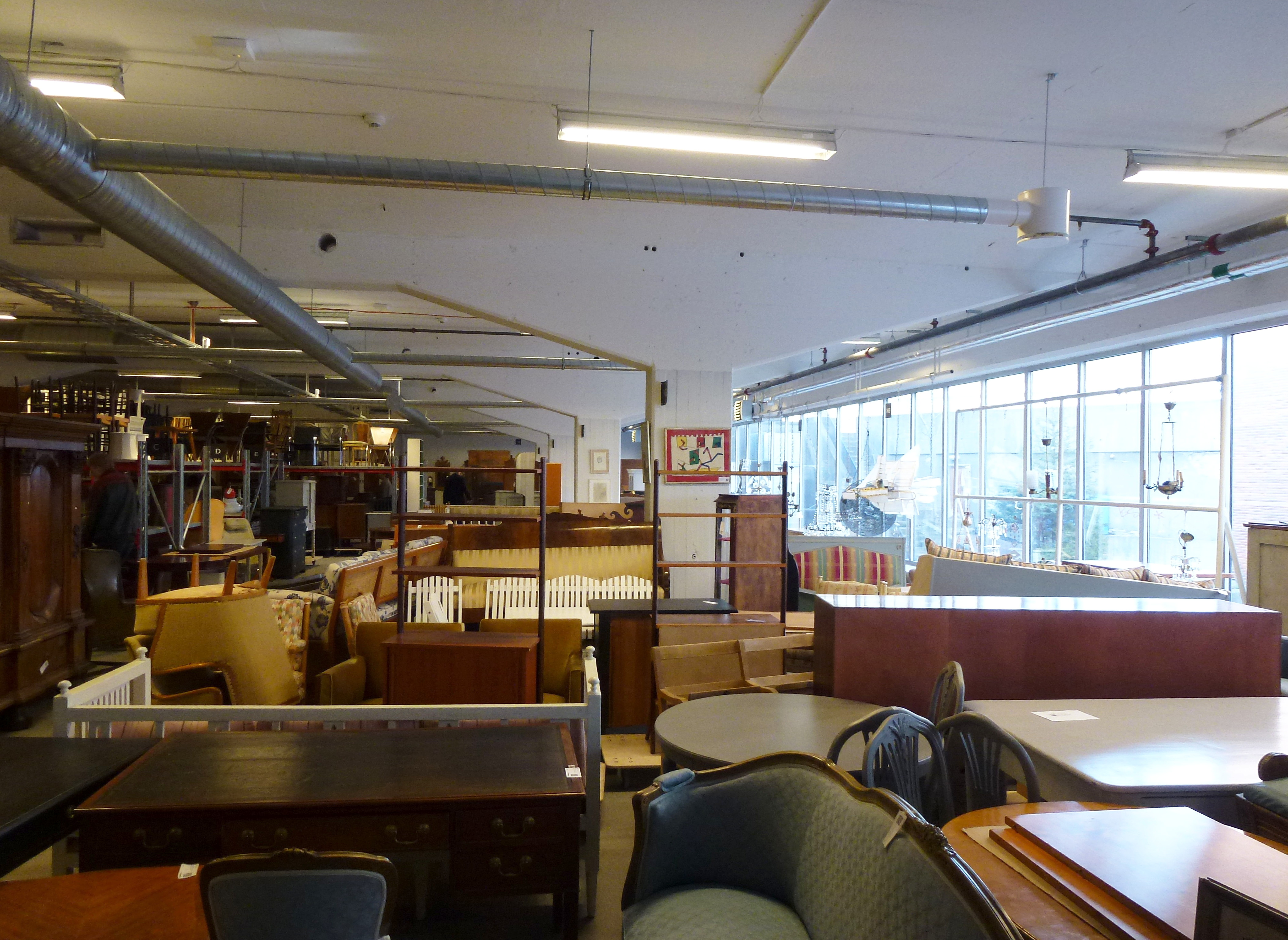